# Épitaxie par jet moléculaire

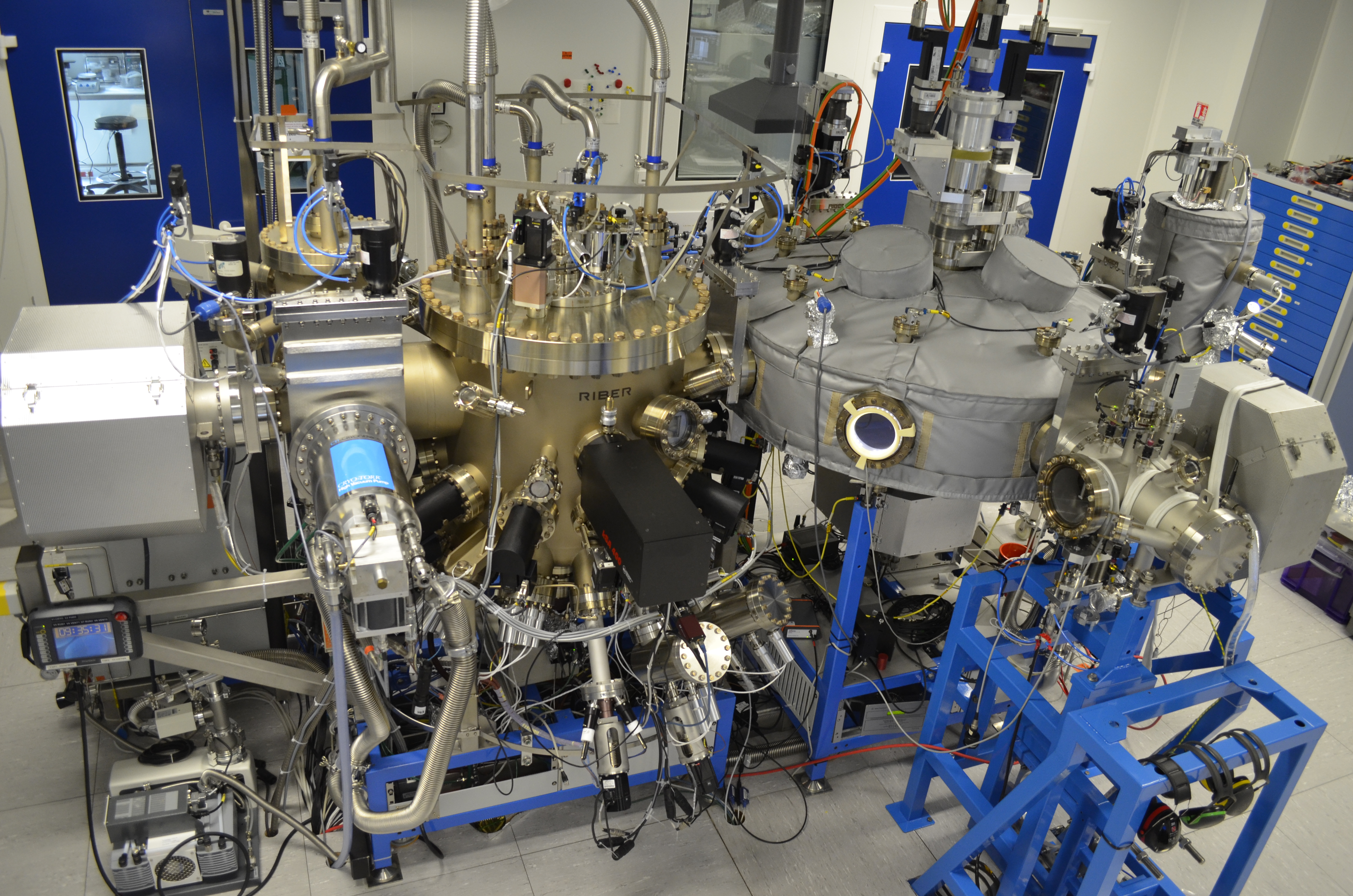
Système d'épitaxie par jets moléculaires au laboratoire d'analyse et d'architecture des systèmes à Toulouse (France)

L'épitaxie par jets moléculaires (ou MBE pour Molecular Beam Epitaxy) est une technique consistant à envoyer un ou plusieurs jets moléculaires vers un substrat préalablement choisi pour réaliser une croissance épitaxiale. 
Elle permet de faire croître des échantillons nanostructurés de plusieurs cm2 à une vitesse d'environ une monocouche atomique par seconde. 

## Le bâti d'une MBE
Il est formé de deux parties essentielles :
1. Un sas d’introduction équipé d’une pompe turbomoléculaire ;
2. Une chambre de préparation qui contient :

a) Un canon permettant le bombardement ionique des surfaces (ions Ar+ d’énergie comprise entre 1 et 8 keV) ;
b) Un four permettant un chauffage jusqu'à 1 800 °C en combinant l’effet Joule jusqu'à 500 °C et le bombardement électronique au-dessus ;
c) Un thermocouple et/ou un thermomètre infrarouge pour mesurer la température durant la croissance ;
d) Une vanne de micro-fuite pour y introduire du gaz.

## Conditions de Knudsen
L'opérateur désire presque toujours réaliser la croissance de matériaux solides à température ambiante. 
Il place pour cela les matériaux dans des creusets de PNB (nitrure de bore pyrolitique, stable et peu réactif jusqu'à 2000K)  situés au sein d'une cellule de Knudsen.
La température d'évaporation doit être précisément contrôlée car elle détermine le flux moléculaire arrivant sur l'échantillon.
La croissance des matériaux doit être relativement lente, afin d'éviter que des molécules évaporées réagissent avec d'autres avant d'avoir atteint le substrat. L'opérateur s'assure que le libre parcours ({\displaystyle \lambda }) moyen soit supérieur à la distance séparant la cellule de Knudsen au substrat. En pratique on fait en sorte que {\displaystyle \lambda } soit supérieur à 1 mètre. Si ces conditions sont observées on peut alors parler de « jets moléculaires ».
On peut montrer que {\displaystyle \lambda ={\frac {1}{{\sqrt {2}}\pi \sigma ^{2}n}}}
où 
- {\displaystyle \sigma } est la distance à partir de laquelle on considère que les molécules sont en collision (on suppose les molécules sphériques de rayon {\displaystyle \sigma }, typiquement de quelques Ångström)
- {\displaystyle n} est la densité d'atomes (atomes/m3)

Or la densité volumique d'atomes est directement proportionnelle à la pression ({\displaystyle p}) et à la température ({\displaystyle T}) selon {\displaystyle p=nkT} où {\displaystyle k} est la constante de Boltzmann.

## Avantages et inconvénients d'une croissance lente
Les cellules de Knudsen possèdent des obturateurs permettant de contrôler la croissance. Les temps de fermeture de ces obturateurs est généralement inférieur à la seconde, et donc généralement inférieur au temps nécessaire à la création d'une monocouche. 
Une croissance lente permet d'obtenir de nettes hétérojonctions dans le cadre de matériaux multicouches. 
Elle permet aussi de contrôler un dopage homogène du matériau. 
Elle permet aussi des mesures en temps réel, durant les croissances (voir point suivant).
Cependant, une faible vitesse de croissance implique une atmosphère très pure, sinon des impuretés contamineront l'échantillon de manière non négligeable. Plusieurs systèmes de pompage conservent donc une pression résiduelle inférieure à 10−8 Pa.
La MBE permet aussi de contrôler in situ les conditions de croissance grâce à la diffraction d’électrons à haute énergie en incidence rasante (RHEED). Les diagrammes de diffraction donnent en direct des informations sur l’état de la surface, particulièrement sur les reconstructions.

## Mesures en temps réel
Les mesures en temps réel les plus rencontrées en MBE sont :
- la mesure de pression résiduelle à l'aide d'une sonde de type Bayard-Alpert ;
Une sonde similaire peut être placée au-dessus de la cellule d'évaporation (la mesure doit alors se faire uniquement avant la croissance) ;
- la composition des gaz résiduels ; établie par la spectrométrie de masse par quadrupôle (QMS) ;
- la température du substrat, grâce à un pyromètre optique détectant les radiations infrarouges. Cela permet aussi d'évaluer l'épaisseur de la couche en croissance ;
- l'évolution dimensionnelle et cristalline de la croissance, mesurée grâce au RHEED (Reflection High Energy Electron Diffraction : diffraction d'électrons de haute énergie).

## La surface: un équilibre dynamique
La croissance de la surface est un procédé dynamique (non statique). Une molécule atteignant la surface n'y reste pas simplement collée. Typiquement, les molécules vont diffuser grâce à leur énergie thermique puis apparait un phénomène de nucléation : des atomes se rencontrent et s'assemblent ; leur mobilité diminue. D'autres molécules vont pouvoir s'adjoindre, on parle alors d'agrégation. Globalement ces agrégats se déplacent peu mais leur bords sont très mobiles (phénomène désigné par la « diffusion de bord ». 
Par ailleurs, l'énergie thermique des molécules peut être telle qu'elles quittent l'échantillon : il y a « désorption ». 
Enfin, certains agrégats peuvent se séparer, il s'agit alors d'une dissociation.

## Utilisations
De nombreux matériaux sont aujourd'hui produits par épitaxie.
C'est le cas notamment de certains composants électroniques ou de cellules photovoltaïques